# Charles Van Den Bussche
Charles Félix François Marie Joseph Van Den Bussche (ur. 18 października 1876 w Antwerpii, zm. 9 października 1958) – belgijski żeglarz, olimpijczyk, zdobywca srebrnego medalu w regatach na letnich igrzyskach olimpijskich w 1920 roku w Antwerpii.
Na Letnich Igrzyskach Olimpijskich 1920 zdobył srebro w żeglarskiej klasie 6 metrów (formuła 1919). Załogę jachtu Tan-Fe-Pah tworzyli również John Klotz i Léon Huybrechts.